# Joel Farabee
Joel Farabee (né le 25 février 2000 à Cicero, dans l'État de New York, aux États-Unis) est un joueur américain de hockey sur glace. Il évolue à la position d'ailier gauche.

## Biographie
Farabee a disputé son hockey junior avec la Selects Hockey Academy avant de faire le saut dans la USHL avec la formation de la United States National Team Development Program. 
Éligible au repêchage d'entrée dans la LNH 2018 et classé au 12e rang chez les patineurs nords-américains, il est repêché au 1er tour, 14e au total, par les Flyers de Philadelphie.
Il commence sa carrière universitaire avec les Terriers de Boston dans la Hockey East à l'automne 2018. À la fin de sa saison recrue avec Boston, il paraphe son premier contrat professionnel de 3 ans avec les Flyers, le 25 mars 2019.
De 2019 à 2025, il récolte 90 buts et 111 assistances en 384 matchs avec les Flyers, en plus d'inscrire 5 points en 12 matchs en séries éliminatoires. Le 31 janvier 2025, il est échangé aux Flames de Calgary avec Morgan Frost. En retour, les Flyers obtiennent les ailiers gauches Andreï Kouzmenko et Jakob Pelletier ainsi qu'un choix de 2e tour en 2025 et un choix de 7e tour en 2028.

## Statistiques

### En club
| Saison     | Équipe                    | Ligue      |     | Saison régulière | Saison régulière | Saison régulière | Saison régulière | Saison régulière |   | Séries éliminatoires | Séries éliminatoires | Séries éliminatoires | Séries éliminatoires | Séries éliminatoires |
| Saison     | Équipe                    | Ligue      | PJ  | B                | A                | Pts              | Pun              | PJ               | B | A                    | Pts                  | Pun                  |                      |                      |
| 2016-2017  | USNTDP                    | USHL       | 30  | 12               | 11               | 23               | 22               | -                | - | -                    | -                    | -                    |                      |                      |
| 2017-2018  | USNTDP                    | USHL       | 26  | 15               | 25               | 40               | 18               | -                | - | -                    | -                    | -                    |                      |                      |
| 2018-2019  | Boston University         | HE         | 37  | 17               | 19               | 36               | 57               | -                | - | -                    | -                    | -                    |                      |                      |
| 2019-2020  | Phantoms de Lehigh Valley | LAH        | 5   | 3                | 1                | 4                | 2                | -                | - | -                    | -                    | -                    |                      |                      |
| 2019-2020  | Flyers de Philadelphie    | LNH        | 52  | 8                | 13               | 21               | 39               | 12               | 3 | 2                    | 5                    | 4                    |                      |                      |
| 2020-2021  | Flyers de Philadelphie    | LNH        | 55  | 20               | 18               | 38               | 28               | -                | - | -                    | -                    | -                    |                      |                      |
| 2021-2022  | Flyers de Philadelphie    | LNH        | 63  | 17               | 17               | 34               | 50               | -                | - | -                    | -                    | -                    |                      |                      |
| 2022-2023  | Flyers de Philadelphie    | LNH        | 82  | 15               | 24               | 39               | 41               | -                | - | -                    | -                    | -                    |                      |                      |
| 2023-2024  | Flyers de Philadelphie    | LNH        | 82  | 22               | 28               | 50               | 37               | -                | - | -                    | -                    | -                    |                      |                      |
| 2024-2025  | Flyers de Philadelphie    | LNH        | 50  | 8                | 11               | 19               | 26               | -                | - | -                    | -                    | -                    |                      |                      |
| Totaux LNH | Totaux LNH                | Totaux LNH | 384 | 90               | 111              | 201              | 221              | 12               | 3 | 2                    | 5                    | 4                    |                      |                      |

### En équipe nationale
| Année | Équipe             | Compétition                      |   | PJ | B | A | Pts | Pun               |  | Résultat |
| 2016  | États-Unis -17 ans | Défi mondial des moins de 17 ans | 5 | 4  | 2 | 6 | 6   | 5e place          |  |          |
| 2017  | États-Unis -18 ans | Championnat du monde -18 ans     | 7 | 3  | 3 | 6 | 6   | Médaille d'or     |  |          |
| 2018  | États-Unis -18 ans | Championnat du monde -18 ans     | 7 | 4  | 4 | 8 | 6   | Médaille d'argent |  |          |
| 2019  | États-Unis junior  | Championnat du monde junior      | 7 | 3  | 2 | 5 | 2   | Médaille d'argent |  |          |
| 2024  | États-Unis         | Championnat du monde             | 8 | 1  | 1 | 2 | 0   | 5e place          |  |          |

## Trophées et honneurs personnels
Hockey East (division de hockey du championnat universitaire des États-Unis)
- 2018-2019 : 
  - nommé dans l'équipe d'étoiles des recrues
  - nommé recrue de l'année